# Taro Kono
Taro Kono (河野 太郎, Kōno Tarō, Hiratsuka — 10 de janeiro de 1963) é um político japonês que atua como Ministro de Assuntos Digitais do Japão desde agosto de 2022. Membro do Partido Liberal Democrata, ele atuou anteriormente como Ministro da Reforma Administrativa e Reforma Regulatória. de 2015 a 2016 e de 2020 a 2021, e foi ministro das Relações Exteriores e ministro da Defesa do primeiro-ministro Shinzo Abe. Ele também é membro da Câmara dos Representantes pelo 15.º distrito de Kanagawa desde 1996.
Kono desenvolveu uma reputação de dissidente político, com tendência a ocupar posições em questões contrárias ao seu partido. Ele também é conhecido por seus muitos seguidores nas mídias sociais e sua fluência em inglês, tendo feito faculdade nos Estados Unidos. Ele também foi especulado como um potencial futuro primeiro-ministro, concorrendo na eleição de liderança do Partido Liberal Democrata em 2021, mas perdendo para Fumio Kishida no segundo turno.